# 狄奥尼修斯之耳
狄奥尼修斯之耳（義大利語：Orecchio di Dionisio）是意大利西西里岛东南部城市锡拉库萨的一个人工开凿的石灰石洞穴，位于Temenites 山。它的名字是因为其形状类似人类的耳朵。

## 地质
狄奥尼修斯之耳很有可能由一个旧石灰石采石场形成。它有23米高，在悬崖内延伸65米，横向呈s形弯曲，在垂直方向，顶部呈锥形，像一个泪滴。由于其耳朵的形状拥有非常好的音响效果，即使是很小的声音也能在整个洞穴产生共鸣。 

## 历史
这个洞穴的名称由画家卡拉瓦乔在1586年命名。根据传说，狄奧尼西奧斯一世将此山洞用作关押持不同政见者的监狱，通过其完美音响效果来监听囚犯的秘密。另一个更可怕的传说称狄奧尼西奧斯一世开凿这种形状的洞穴，使它能扩大折磨囚犯时的惨叫声。不幸的是，声音集中效应再也不能听到，因为不再可能有这种焦点。
由于狄奥尼修斯之耳的声誉，也用来指一种有一个软管的助听器。“狄奥尼修斯之耳”一词也可以指监视，特别是指为政治利益的监视。